# Sierra de Sandía
La sierra de Sandía o sierra de las Sandías (Sandia Mountains) es una sierra del sudoeste de los Estados Unidos de América, localizada en el estado de Nuevo México, en los condados de Bernalillo y Sandoval, al noreste de la ciudad de Albuquerque. Su punto más alto es la Cresta de Sandía con 3255 metros de elevación, mientras que, en el sur, el pico Sandía tiene 2957 metros.

## Etimología
Se cree que recibieron este nombre gracias al color rojizo que las montañas adquieren al atardecer. Además, cuando se ven desde el occidente, el perfil de las montañas tiene forma de una amplia cresta, que con una delgada zona de coníferas verdes cerca de la cima, pareciendo una "cáscara" de sandía. Sin embargo, como hace notar Julyan Robert, "la explicación más posible es aquella creída por los indios sandía: cuando los españoles llegaron al pueblo (de Sandía, lo llamaron Sandía porque creyeron que las calabacitas que crecían alrededor eran sandías, y el nombre 'Sandía' después pasó a nombrar la sierra al oriente".
En lengua tigua, Posu gai ju-u significa donde se desliza el agua bajo el arroyo. Los indios sandía, hablantes de tigua, a veces llaman a la sierra Bien Mur, "gran montaña". In lengua tegua, O:ku:p’į significa montaña de la tortuga (oku, tortuga; p’į, montaña). La sierra es mencionada en la mitología de los pueblo como una montaña sagrada al sur de los tegua.

## Estructura y sierras vecinas
La sierra de Sandía es muy breve, y es parte de la Provincia geológica de Cuenca y Sierra pero se formó por un fenómeno distinto conocido como rifting, consistiendo en una simple trayectoria de norte a sur con dos grandes prominencias: la cresta de Sandía y el pico de Sandía La sierra mide aproximadamente 17 millas (27,4 km) de norte a sur, y su ancho de este a oeste varía entre 4 y 8 millas (6,4 y 12,9 km). El lado occidental es bastante escarpado, con acantilados y peñascos cerca de la cresta de Sandía; la ladera oriental tiene una pendiente mucho más nivelada.

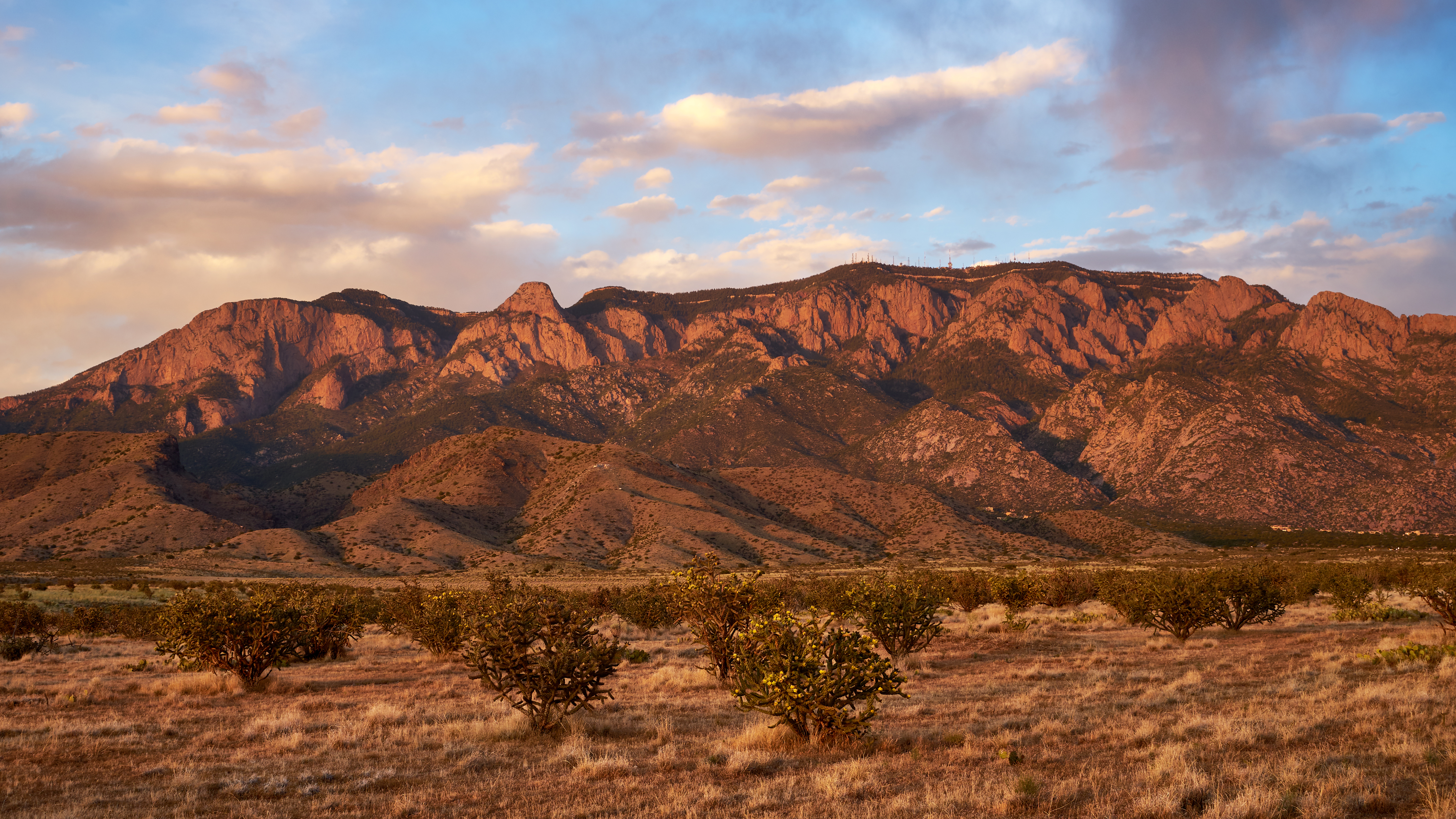
Cresta de Sandía desde el oeste

Forman parte de una sola unidad geológica, la sierra de Sandía-Manzano, que consiste de dos partes más: la sierra de las Manzanitas y la sierra del Manzano; ambas quedan al sur de la sierra de Sandía. Entre ésta y la de Manzano están las Manzanitas. Un rasgo importante en la sierra de Sandía es el cañón de las Tijeras, que lleva a un puerto históricamente importante, cruzado por la Interestatal 40 y la ruta 66.
Son las montañas más altas en la vecindad inmediata, y están bien separadas de la Sierra de la Sangre de Cristo, que es más alta. Esto le da a la cresta de Sandía una prominencia topográfica relativamente alta de 4098 pies (1249 m). A su este y noreste existen dos sierras más pequeñas: la sierra de Ortiz y la de San Pedro.
En ellas está el segundo tranvía más largo del mundo: el Sandia Peak Tramway; mide 2,7 millas (4,3 km). Los carros suben 4000 pies (1200 m) de su base a su punto más alto. 

## Geología
La sierra de Sandía es una cordillera de bloque de falla, al este del rift del valle del río Bravo. La sierra fue levantada en los últimos diez millones de años como parte de la formación del rift. Forman el límite oriental de la cuenca de Alburquerque. Su núcleo es de granito, con una edad de 1453±12 millones de años. Hay también algo de roca metamórfica de l600 millones de años.  En la superficie hay una capa relativamente delgada de aproximadamente 300 pies (91,4 m), compuesta de roca sedimentaria (más que nada caliza y arenisca de edad pensilvánica (alrededor de hace 300 millones de años). La caliza tiene fósiles de crinoideos, braquiópodos, gastrópodos, corales y briozoos. Sin embargo, la mayoría de los fósiles son tan pequeños que el ojo humano no puede detectarlos Hay cristales de potasio y feldespato incrustados en el granito, dando a la sierra de Sandía su color distintivamente rosado.